# Ernst Wilhelm Bohle
Ernst Wilhelm Bohle (Bradford, 28 de julio de 1903-Düsseldorf, 9 de noviembre de 1960) fue un político y empresario alemán, conocido por haber sido entre 1933 y 1945 líder de la sección exterior del Partido Nacionalsocialista Obrero Alemán llamada NSDAP/AO.

## Biografía
Nació en Bradford en 1903, hijo de un ingeniero y docente alemán que había emigrado al Reino Unido. Tres años después la familia emigró a Sudáfrica, donde Bohle realizó estudios de secundaria antes de emigrar a Alemania en 1919. Estudió ciencias políticas y administración de empresas en Colonia y Berlín. En los siguientes años trabajó para varias empresas de importación, hasta que se trasladó a Hamburgo en 1930.
Víctima del desempleo reinante durante la Gran Depresión, en 1931 aceptó un puesto en la Oficina del Partido Nacionalsocialista Obrero Alemán y acabó uniéndose al partido. Poco a poco se labró un nombre en el seno del partido, convirtiéndose en un firme creyente del nacionalsocialismo. Protegido de Rudolf Hess, a partir de 1933 pasó a dirigir la NSDAP/AO en sustitución de Hans Nieland. En poco tiempo creó unas 230 delegaciones del NSDAP/AO a lo largo de Europa, Estados Unidos, América Latina, Australia, India y Asia oriental. Desde su puesto jugó un importante papel como enlace —a través de Johannes Bernhardt— entre el general Franco y Hitler al comienzo de la Guerra civil española.
En 1937 renunció a su pasaporte británico y se convirtió en ciudadano alemán de derecho pleno. Ese mismo año también se convirtió en funcionario del Ministerio de Asuntos Exteriores —con rango de Secretario de estado— al asumir la dirección de la organización exterior del Ministerio de Asuntos exteriores, cargo que desempeñó hasta 1945. Tuvo tal influencia en el ministerio que la prensa extranjera lo consideró de forma exagerada como un posible sucesor de Joachim von Ribbentrop. Dentro de la jerarquía nazi Bohle mantuvo buenas relaciones con Rudolf Hess, Joseph Goebbels o Heinrich Himmler, mientras que con Ribbentrop mantuvo unas relaciones más tirantes.
Capturado tras el final de la contienda por las fuerzas aliadas, en 1947 fue juzgado durante el llamado «Juicio de los Ministerios» (dentro de los Procesos de Núremberg) y condenado en 1949 a cinco años de prisión. Tras su puesta en libertad trabajó para varias empresas. Falleció en Düsseldorf en 1960.